# Nahuizalco

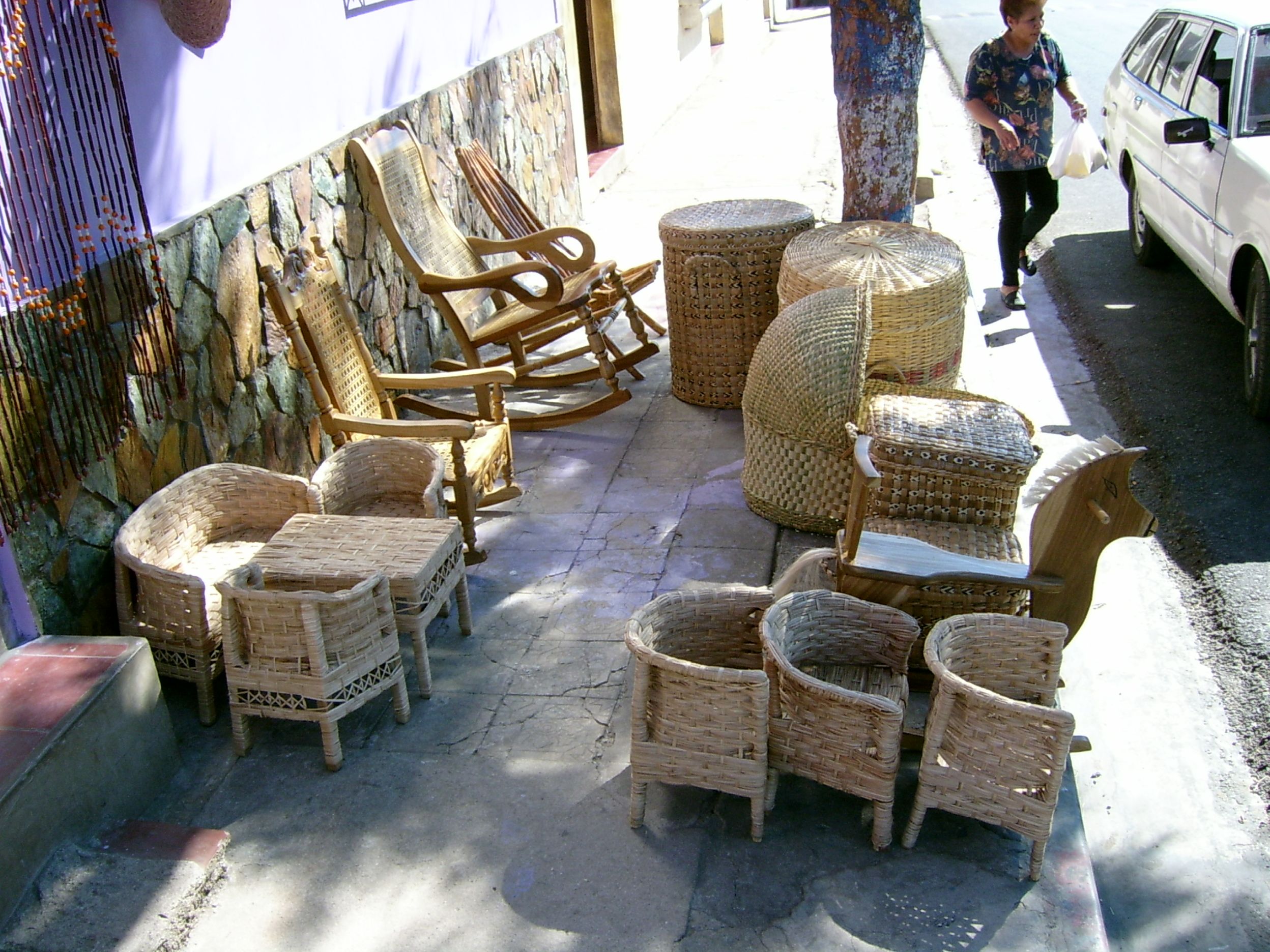
Korbwaren in Nahuizalco

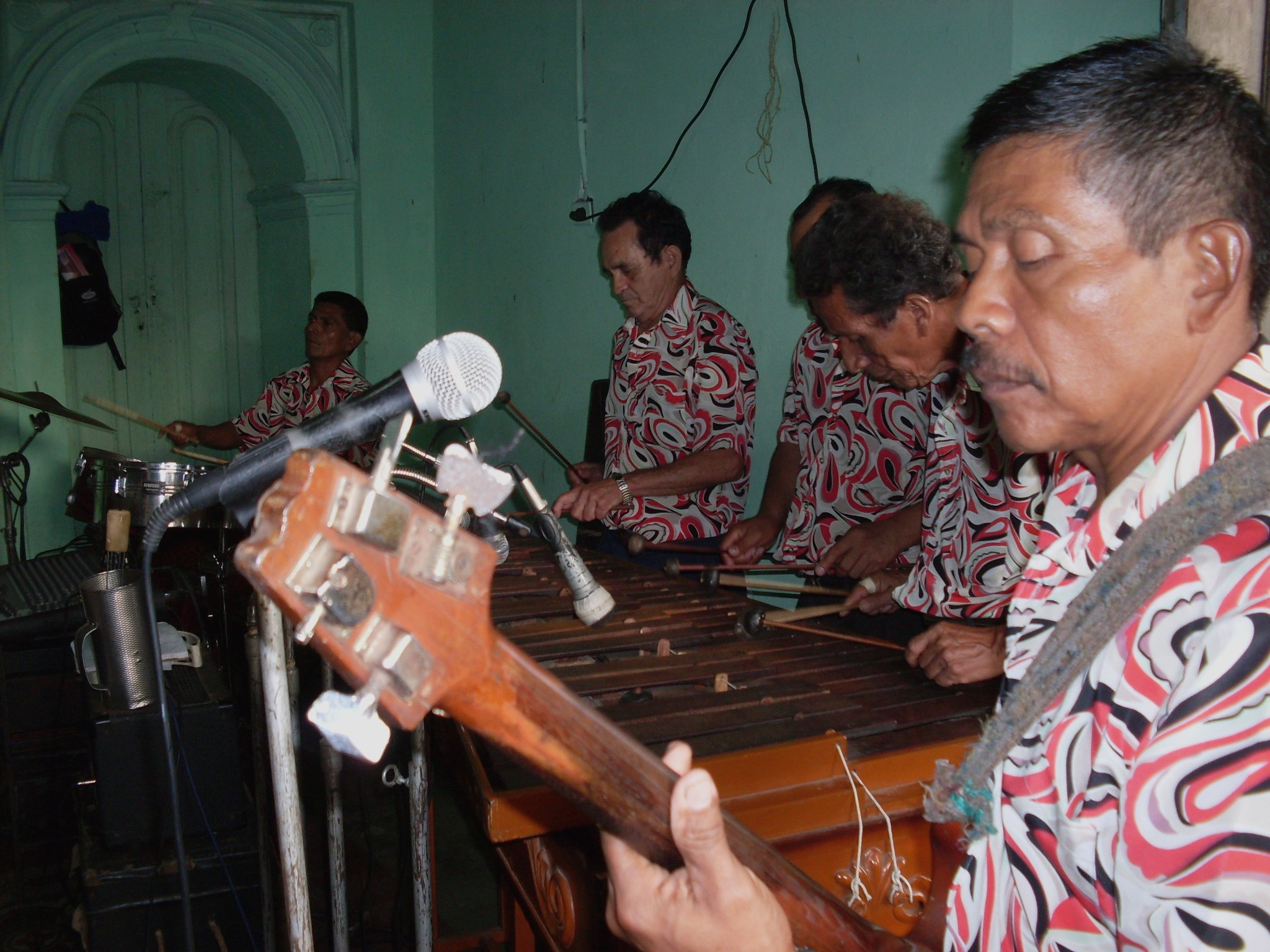
Musikgruppe in Nahuizalco

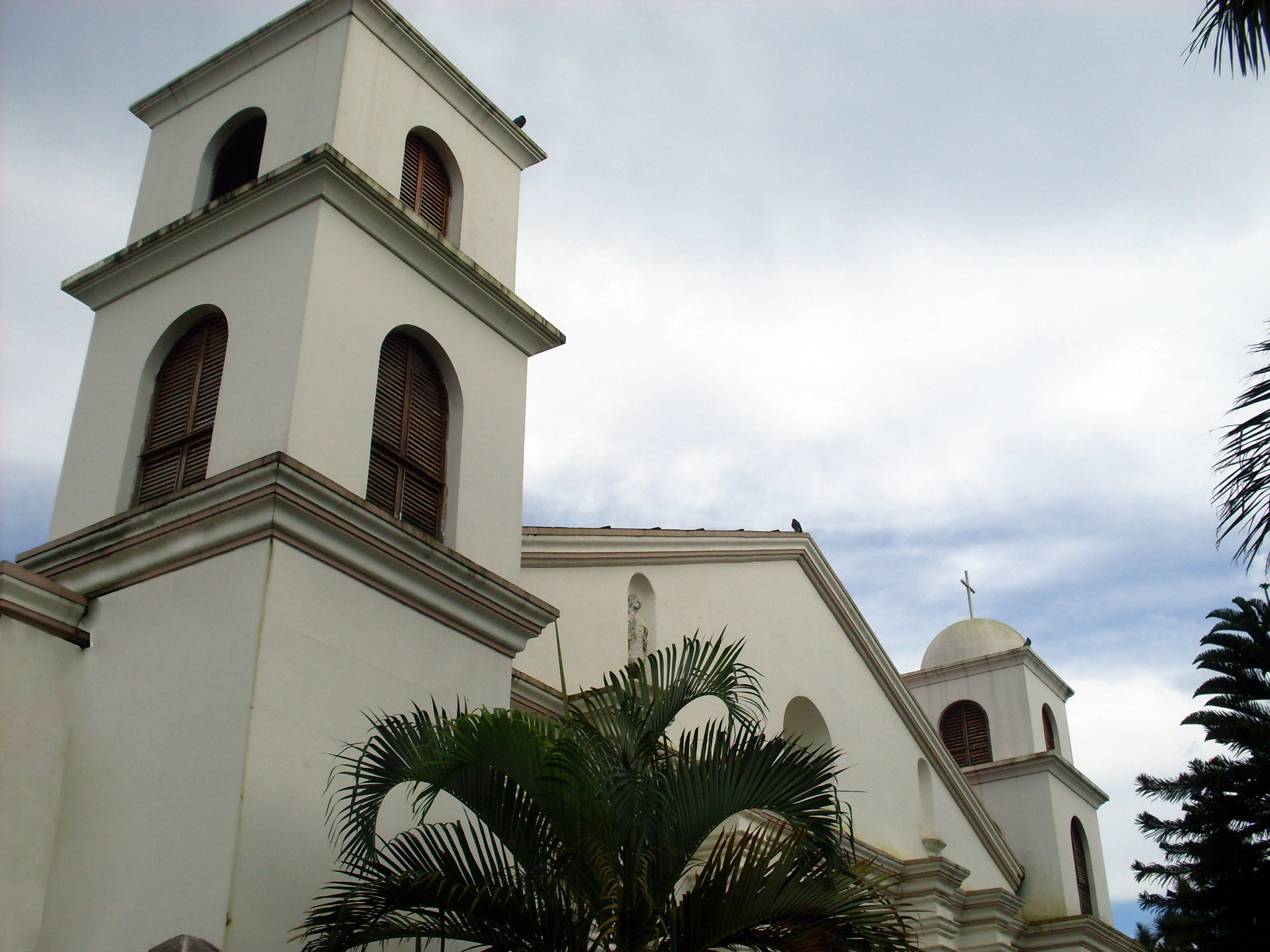
Johanniskirche (Iglesia de San Juan Bautista)

Nahuizalco (früher Nahuitzalco, Nawat: Nawitzalku) ist eine Municipio (Verwaltungseinheit) des Departamento Sonsonate in El Salvador. Es liegt an der „Blumenstraße“ (Ruta de las Flores), 9 km von Sonsonate und 74 km von San Salvador entfernt, auf 540 m Meereshöhe an der Südseite der Bergkette von Apaneca und Ilamatepec.
Nach der letzten Volkszählung von 2007 hat es 49.081 Einwohner.

## Geschichte
Das Gebiet von Nahuizalco wurde wahrscheinlich schon vor 900 durch die Nahua-Ethnie Pipil besiedelt. Von 1200 bis 1528 gehörte es zur Herrschaft Cuzcatlan.
Der Nawat-Name Nawitzalku besteht aus zwei Worthäften, dem Zahlwort nawi, „vier“ und dem Ortsnamen Itzalku (Izalco). Dieser ist wiederum aus den Wurzeln itz, „Obsidian“, (k)al, „Haus“ und der Lokativendung -ku (Nahuatl -co) zusammengesetzt und kann ungefähr mit „Ort der Obsidianhäuser“ übersetzt werden. Laut einer Chronik der Franziskaner Relación Breve y Verdadera von 1586 erhielt Nahuizalco seinen Namen, weil es einst viermal so viele Einwohner hatte wie das benachbarte Izalco. In einem Informationsblatt der Gemeinde Nahuizalco vom 15. Oktober 1859 heißt es dagegen, dass vier Familien aus Izalco den Ort nach der Eroberung durch die Spanier gegründet hätten und so der Ort zu seinem Namen gekommen sei.
Zur Zeit der spanischen Kolonie gehörte Nahuizalco zur Provinz Izalco. Laut der Chronik Relación Breve y Verdadera von 1586 hatte das Dorf weniger als 200 Einwohner.
Von 1821 bis 1823 gehörte Nahuizalco zu Guatemala und kam 1824 zum Departement Sonsonate. Um 1856 hatte die Gemeinde 4.983 Einwohner.
1932 beteiligten sich Pipil-Bauern von Nahuizalco am Aufstand gegen die Großgrundbesitzer und die Militärherrschaft von General Maximiliano Hernández Martínez. Nach der Niederschlagung des Aufstands kam es zur Matanza, einem Massaker, dem Anfang 1932 in ganz El Salvador etwa 30.000 Menschen zum Opfer fielen, in Izalco über ein Viertel der Gesamtbevölkerung, nahezu jeder Mann über 12, der nicht fliehen konnte. Die Massenerschießungen dauerten etwa einen Monat an. Die Nawat-Sprache der Pipil wurde in der Folge verboten und so innerhalb weniger Jahrzehnte an den Rand des Aussterbens gebracht.
1955 erhielt Nahuizalco die Stadtrechte.
Im Erdbeben von 2001 wurde unter anderem die Kirche schwer beschädigt. Sie wurde danach wieder restauriert.

## Pipil-Kultur heute
Nahuizalco gehört zu den letzten Orten, an denen vereinzelt noch die Pipil-Sprache Nawat zu hören ist. Auf Grund der Bemühungen der indigenen Organisation Asociación Coordinadora de Comunidades Indígenas de El Salvador (ACCIES) und der Universität Don Bosco in San Salvador wird trotz fehlender staatlicher Programme an einzelnen Schulen des Departements Sonsonate Nawat unterrichtet. In Nahuizalco lernten 2008 an einer Schule 500 Schüler bei drei Lehrern Nawat, in drei weiteren Orten innerhalb des Municipio zusätzlich 255 Schüler. Das Projekt läuft seit 2003.

## Wirtschaft
Nahuizalco ist landwirtschaftlich geprägt. Traditionelle Handwerke sind Korbmacherei und Mattenflechterei. Nahuizalco besitzt einen nächtlichen, von Kerzen beleuchteten Markt, auf dem die Flechtereien bis 22 Uhr verkauft werden.

## Sehenswürdigkeiten
Nahuizalco besitzt eine Kirche aus der Kolonialzeit (San Juan Bautista) mit Patronatsfest vom 20. bis 25. Juni.